# Grallaria ayacuchensis
El tororoí de Ayacucho (Grallaria ayacuchensis) es una especie de ave paseriforme de la familia Grallariidae, perteneciente al numeroso género Grallaria. Fue descrito para la ciencia en el año 2020 y es endémico de los Andes del centro sur de Perú.

## Distribución y hábitat
Se distribuye por la pendiente oriental de los Andes de Perú del departamento de Ayacucho al oeste del río Apurímac, entre el río Mantaro y el río Pampas, en altitudes entre 2500 y 3700 m. Podría ocurrir también en el adyacente noreste de Huancavelica.

## Sistemática

### Descripción original
La especie G. ayacuchensis fue descrita por primera vez por los ornitólogos Peter A. Hosner, Mark B. Robbins, Morton L. Isler y R. Terry Chesser en 2020 bajo el mismo nombre científico; la localidad tipo es: «Chupón, elevación: 3300 m, 13°16'S, 73°30'W, Ayacucho, Perú». El holotipo, un macho adulto,  CORBIDI AV-KVG166, fue colectado el 22 de septiembre de 2012 por Peter A. Hosner y se encuentra depositado en el CORBIDI (Centro de Ornitología y Biodiversidad), Lima, Perú.

### Etimología
El nombre genérico femenino «Grallaria» deriva del latín moderno «grallarius»: que camina sobre zancos; zancudo; y el nombre de la especie «ayacuchensis», se refiere a su restringida zona de distribución, el departamento de Ayacucho, Perú.

### Taxonomía
Los trabajos de Isler et al. (2020) estudiaron las diversas poblaciones del complejo Grallaria rufula, que se distribuye por las selvas húmedas montanas andinas desde el norte de Colombia y adyacente Venezuela hasta el centro de Bolivia. Sus plumajes son generalmente uniformes variando del leonado al canela, y cambian sutilmente en la tonalidad y la saturación a lo largo de su distribución. En contraste, se encontraron diferencias substanciales en las vocalizaciones entre poblaciones geográficamente aisladas o parapátricas. Utilizando una amplia filogenia molecular, y con base en las diferencias diagnósticas en la vocalización, y en el plumaje donde pertinente, los autores identificaron dieciséis poblaciones diferentes al nivel de especies, siendo tres ya existentes (G. rufula, G. blakei y G. rufocinerea), siete previamente designadas como subespecies (una de ellas, G. saturata, resucitada) y, notablemente, seis nuevas especies, entre las cuales la presente.